# Lomadonta hoesemanni
Lomadonta hoesemanni är en fjärilsart som beskrevs av Felix Bryk 1913. Lomadonta hoesemanni ingår i släktet Lomadonta och familjen tofsspinnare. Inga underarter finns listade i Catalogue of Life.